# 捷連齊
50°37′57″N 28°22′20″E / 50.63250°N 28.37222°E
捷連齊（烏克蘭語：Теренці），是烏克蘭北部的村莊，隸屬日托米爾州的日托米爾區。該村始建於1896年，面積1.02平方公里，2001年人口239，人口密度每平方公里235.47人。